# Linostomella
Linostomella är ett släkte av svampar. Linostomella ingår i familjen Boliniaceae, ordningen Boliniales, klassen Sordariomycetes, divisionen sporsäcksvampar och riket svampar.
|              | Lentomitella                                 |
|              |                                              |
|              | Endoxyla                                     |
|              |                                              |
|              | Mollicamarops                                |
|              |                                              |
|              | Camaropella                                  |
|              |                                              |
|              | Cornipulvina                                 |
|              |                                              |
|              | Pseudovalsaria                               |
|              |                                              |
|              | Neohypodiscus                                |
|              |                                              |
|              | Camarops                                     |
|              |                                              |
| Linostomella | \| \| Linostomella sphaerosperma \| \| \| \| |
|              | \| \| Linostomella sphaerosperma \| \| \| \| |
|              | Apiocamarops                                 |
|              |                                              |
|              | Linostomella sphaerosperma                   |
|              |                                              |

|  | Linostomella sphaerosperma |
|  |                            |